# Slobidka-Malievețka, Dunaiivți
Slobidka-Malievețka (în ucraineană Слобідка-Малієвецька) este un sat în comuna Malievți din raionul Dunaiivți, regiunea Hmelnîțkîi, Ucraina.

## Demografie
Componența lingvistică a localității Slobidka-Malievețka
     Ucraineană (98,8%)
     Alte limbi (0,8%)
Conform recensământului din 2001, majoritatea populației localității Slobidka-Malievețka era vorbitoare de ucraineană (98,8%), existând în minoritate și vorbitori de alte limbi.